# Zaparwa
Zaparwa (Stamm: Zaparwat-; Nominativ: Zarparwaz; hethitisch: Ziparwa) war der palaische Wettergott, der in palaischen Götterlisten an erster Stelle steht, gefolgt von Kataḫziwuri und dem Sonnengott Tiyaz. In einem Text wird er als „junger Mann“ (palaisch: mayanz) bezeichnet. In der hethitischen Hauptstadt Ḫattuša hatte Ziparwa einen Tempel, wo am 12. und 13. Tag des AN.TAḪ.ŠUM-Festes geopfert wurde und ebenso am 9. und 22. Tag des nuntarriyašḫa-Festes. In seinem Kult wurden Widdergefäße verwendet. Der aus dem Hattischen stammende Name ist möglicherweise als /Zparfa/ auszusprechen.